# Equivalencia de categorías
En teoría de categorías, una rama de la matemática abstracta, una equivalencia de categorías es una relación entre dos categorías que establece que ambas categorías son "esencialmente la misma". Hay numerosos ejemplos de equivalencias de categoría en muchas áreas de las matemáticas. Establecer una equivalencia implica demostrar fuertes similitudes entre las estructuras matemáticas implicadas. En algunos casos, estas estructuras podrían no parecer relacionadas a nivel superficial o intuitivo, haciendo el concepto poderoso, pues crea la oportunidad de traducir teoremas entre distintos tipos de estructuras matemáticas, sabiendo que el significado de esos teoremas se preservará tras la traducción. 
Si una categoría es equivalente al opuesto (o dual) de otra categoría, se habla de dualidad de categorías, y se afirma que ambas categorías son dualmente equivalentes.
Una equivalencia de categorías consiste en un funtor entre las categorías relacionadas que debe tener un funtor inverso. Sin embargo, en contraste con la condición de isomorfismo para un plantemaiento algebraico, la composición del funtor y su inverso no resulta necesariamente en la identidad. En su lugar, es suficiente con que cada objeto sea un isomorfismo natural para su imagen. Por ello podrían definirse los funtores como "inversos hasta el isomorfismo". Existe de hecho el concepto de isomorfismo de categorías, en el que una forma estricta del funtor inverso se requiere, pero su uso reporta mucha menos utilidad que el concepto de equivalencia.

## Definición
Formalmente, dadas dos categorías {\displaystyle C} y {\displaystyle D}, una equivalencia de categorías consiste en un funtor {\displaystyle F:C\to D}, a funtor {\displaystyle G:D\to C}, y dos isomorfismos naturales {\displaystyle \epsilon :FG\to I_{D}} y {\displaystyle \eta :I_{C}\to GF}. Aquí {\displaystyle FG:D\to D} y {\displaystyle GF:C\to C}, denotan las respectivas composiciones de {\displaystyle F} y {\displaystyle G}, e {\displaystyle I_{C}:C\to C} e {\displaystyle I_{D}:D\to D} denotan los funtores identidad de {\displaystyle C} y {\displaystyle D}, asignando cada objeto y morfismo a sí mismo. Si {\displaystyle F} y {\displaystyle G} son funtores contravariantes se habla de dualidad de categorías.
Tales datos generalmente no se especficifican. Por ejemplo, decimos que las categorías {\displaystyle C} y {\displaystyle D} son equivalentes (y respectivamente dualmente equivalentes) si existe una equivalencia entre ambos. Además, decimos que {\displaystyle F} es una equivalencia de categorías si existe un funtor {\displaystyle G} inverso y un isomorfismo natural. Considere, sin embargo, que conocer {\displaystyle F} puede no ser suficiente para reconstruir {\displaystyle G} y los isomorfismos naturales, pues podría haber multitud de alternativas (consultar ejemplos más abajo).

## Caracterizaciones equivalentes
Un funtor F : C → D da una equivalencia de categorías si y sólo si es simultáneamente:
- Pleno: para dos objetos cualesquiera c1 y c2 de C, el mapa HomC(c1, c2) → HomD(Fc1,Fc2) inducido por F es sobreyectivo.
- Fiel: para dos objetos cualesquiera c1 y c2 de C, el mapa HomC(c1, c2) → HomD(Fc1,Fc2) inducido por F es inyectivo.
- Esencialmente sobreyectivo (denso): cada objeto d en D es isomorfo a un objeto de la forma Fc, para c {\displaystyle \in } C.

Este es un criterio bastante útil y de aplicación común, ya que no es necesario construir explícitamente la G "inversa" y los isomorfismos naturales entre FG, GF y los funtores identidad. Por otro lado, aunque las propiedades anteriores garantizan la existencia de una equivalencia categórica (dada una versión suficientemente fuerte del axioma de elección en la teoría de conjuntos subyacente), la información que falta no está completamente especificada, y a menudo hay muchas opciones. Es una buena idea especificar las construcciones que faltan explícitamente siempre que sea posible. Debido a esta circunstancia, un funtor con estas propiedades es a veces llamado una equivalencia de categorías débil (desafortunadamente esto entra en conflicto con la terminología de la teoría de tipos homotópica).
Existe también una estrecha relación con el concepto de funtores adjuntos. Las siguientes afirmaciones son equivalentes para los funtores F : C → D y G : D → C:
- Hay isomorfismos naturales de FG a ID e IC a GF.
- F es una adjunto a izquierda de G y ambos funtores son plenos y fieles.
- G es una adjunto a derecha de F y ambos funtores son plenos y fieles.

Por lo tanto, se puede considerar una relación de contigüidad entre dos funtores como una forma muy débil de equivalencia. Asumiendo que se dan las transformaciones naturales para los complementos, todas estas formulaciones permiten una construcción explícita de los datos necesarios, y no se necesitan principios de elección. La propiedad clave que uno tiene que probar aquí es que el conteo de una conjunción es un isomorfismo si y sólo si el anexo derecho es un funtor completo y fiel.

## Propiedades
Como regla general, la equivalencia de categorías preserva todos los conceptos y propiedades categóricas. Si F : C → D es una equivalencia, entonces se cumplen las siguientes afirmaciones:
- El objeto c de C es un objeto inicial (o objeto terminal, o objeto cero), si y sólo si Fc es un (o objeto terminal, o objeto cero) de D.
- El morfismo α en C es un monomorfismo (o epimorfismo, o isomorfismo), si y sólo si Fα es un monomorfismo (o epimorfismo, o isomorfismo) en D.
- El funtor H : I → C tiene límite (o colímite) l si y sólo si el funtor FH : I → D tiene límite (o colímite) Fl. Esto puede aplicarse a ecualizadores, productos y coproductos entre otros. Aplicándolo a los núcleos y conúcleos, vemos que la equivalencia F es un funtor exacto.
- C es un categoría cartesiana cerrada (o un topos) si y sólo si D es cartesiano cerrado (o un topos).

Las dualidades transforman todos los conceptos: convierten los objetos iniciales en objetos terminales, los monomorfismos en epimorfismos, los núcleos en conúcleos, los límites en colímites, etc.
Si F : C → D es una equivalencia de categorías, y G1 y G2 son dos inversos de F, entonces G1 y G2 son naturalmente isomorfos.
Si F : C → D es una equivalencia de categorías, y si C es una categoría abeliana, entonces D puede convertirse en una categoría abeliana de tal manera que F se convierte en un funtor aditivo. Por otra parte, cualquier equivalencia entre categorías aditivas es necesariamente aditiva. (Tenga en cuenta que esta última afirmación no es válida para las equivalencias entre las categorías abelianas).
Una autoequivalencia de una categoría C es una equivalencia F : C → C. Las autoequivalencias de C forman un grupo bajo composición si consideramos que dos auto-equivalencias que son naturalmente isomorfas son idénticas. Este grupo capta las simetrías esenciales de C. (Una advertencia: si C no es una categoría pequeña, entonces las auto-equivalencias de C pueden formar un clase en lugar de un conjunto).